# Richard LeParmentier

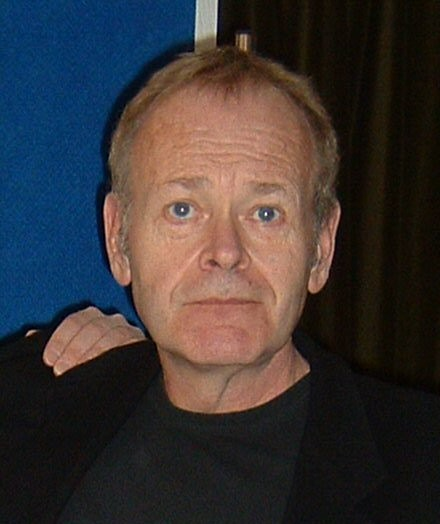
Richard LeParmentier (2004)

Richard LeParmentier (* 16. Juli 1946 in Pittsburgh, Pennsylvania; † 15. April 2013) war ein US-amerikanischer Schauspieler und Drehbuchautor.

## Karriere
LeParmentier siedelte 1974 nach Großbritannien über, wo er eine Karriere als Schauspieler begann. Sein erster Spielfilm war Stardust, an der Seite der Rockmusiker David Essex, Dave Edmunds und Keith Moon. Nach dem Actionfilm Rollerball spielte er Admiral Motti in Krieg der Sterne. Es folgten Gastauftritte in Fernsehserien wie Die Profis und Mondbasis Alpha 1. In den 1980er Jahren hatte er Auftritte in Superman II – Allein gegen alle, James Bond 007 – Octopussy sowie in Falsches Spiel mit Roger Rabbit.
In den 1990er Jahren betätigte er sich als Drehbuchautor und schrieb Episoden für die Fernsehserien The Bill, Boone sowie Love Hurts.

## Filmografie (Auswahl)
- 1974: Stardust
- 1975: Rollerball
- 1977: Caprona – Die Rückkehr der Dinosaurier (Caprona Park)
- 1977: Krieg der Sterne (Star Wars)
- 1977: Mondbasis Alpha 1 (Space: 1999, Fernsehserie)
- 1980: Superman II – Allein gegen alle (Superman II)
- 1980: Die Profis (The Professionals, Fernsehserie)
- 1983: James Bond 007 – Octopussy (Octopussy)
- 1988: Falsches Spiel mit Roger Rabbit (Who Framed Roger Rabbit)
- 1992: Die Berlin-Verschwörung (The Berlin Conspiracy)